# Vía XX
La Vía XX, per loca maritima, fue una calzada romana recogida en el Itinerario de Antonino. Unía las ciudades de Bracara Augusta (Braga) y Asturica Augusta (Astorga) bordeando el litoral atlántico de Gallaecia pasando por el Campamento Romano de la Cohors I Celtiberorum Equitata civium romanorum en Ciadella (Sobrado), y Lucus Augusti (Lugo).[cita requerida]

## Itinerario
| Mansio              | Millas romanas entre cada mansio | Poblaciones actuales                                |
| ------------------- | -------------------------------- | --------------------------------------------------- |
| 1 Bracara Augusta   |                                  | Braga (Portugal)                                    |
| 2 Aquis Celenis     |                                  | Caldas de Reyes                                     |
| 3 Vico Spacorum     | Stadia CXCV (36,07km)            | Rianjo - Boiro cruzando el río Ulla por Iria Flavia |
| 4 Ad Duas Pontes    | Stadia CL (27,75km)              | Desembocadura río Tambre Noya - Sierra de Outes     |
| 5 Glandimiro        | Stadia CLXXX (33,30km)           | Brandomil - Santa Comba                             |
| 6 Trigundo          | XXII (32,58km)                   | A Silva - Cerceda                                   |
| 7 Brigantium        | XXX (44,43km)                    | Campamento romano de Ciadella en Sobrado            |
| 8 Caranico          | XVIII (26,66km)                  | Friol                                               |
| 9 Lucus Augusti     | XVII (25,18km)                   | Lugo                                                |
| 10 Timalino         | XXII (32,58km)                   | Baralla                                             |
| 11 Ponte Neviae     | XII (17,77km)                    | Becerreá                                            |
| 12 Uttaris          | XX (29,62km)                     | Cebrero                                             |
| 13 Bérgido          | XVI (23,69km)                    | Castro Ventosa Cacabelos                            |
| 14 Astúrica Augusta | L (74,05km)                      | Astorga                                             |